# عائلة زيزو (مسلسل)
تدور احداث المسلسل في إطار كوميدي حول عائلة زيزو التي تواجهها عدد من المشكلات اليومية سواءا من الجيران أو الأصدقاء أو الأقارب أو أصحاب عمل وغيرها...

## الممثلون
- اشرف عبد الباقي
- نسرين أمين
- لطفي لبيب
- شيرين
- نهال عنبر
- أحمد حلاوة
- مي القاضي
- إبرام سمير
- هايدي رفعت
- عارفة عبد الرسول
- محمد العزابي
- محمود غريب
- ناصر شاهين
- إسماعيل الفرغلي
- الشربيني
- حامد الشراب
- مروان عنتر
- هشام شرف
- بهجت عدلي
- أحمد فهيم
- مصطفي رجب
- أحمد ظريف
- ناني سعد الدين
- إيمان سالم
- إحسان الترك
- جمال فرج
- طارق سليمان
- سيد حسين
- أشرف بوزيشن
- عبد العزيز محمود
- يوسف الاسدي
- إنجي عبد المنعم
- ريم صبري
- أمينة
- شريف مجدي
- ليلي النجار
- احمد أبو تريكة
- محمد امين
- أمل داود
- إيهاب اباظة
- علي الشامل
- عزة سعيد
- سامر المنياوي
- خالد عمارة
- مصطفي حمادة
- ياسر جودة
- وائل العبد
- نانا الابياري
- عبير عبد الباري